# Zehdenicker - Mildenberger Tonstiche
Zehdenicker - Mildenberger Tonstiche este o arie protejată (arie specială de conservare — SAC, sit de importanță comunitară — SCI) din Germania întinsă pe o suprafață de 1.537,42 ha, integral pe uscat.

## Localizare
Centrul sitului Zehdenicker - Mildenberger Tonstiche este situat la coordonatele 53°01′43″N 13°17′49″E / 53.0286°N 13.2969°E.

## Înființare
Situl Zehdenicker - Mildenberger Tonstiche a fost declarat sit de importanță comunitară în septembrie 2000.

## Biodiversitate
Situată în ecoregiunea continentală, aria protejată conține 5 habitate naturale: Lacuri eutrofice naturale cu vegetație de tip Magnopotamion sau Hydrocharition, Cursuri de apă de la nivel de câmpie la nivel montan, cu vegetație Ranunculion fluitantis și Callitricho-Batrachion, Pajiști cu Molinia pe soluri calcaroase, turboase sau argilos-nămoloase (Molinion caeruleae), Liziere de ierburi înalte hidrofile de câmpie și de nivel montan până la alpin, Păduri aluvionare cu Alnus glutinosa și Fraxinus excelsior (Alno-Padion, Alnion incanae, Salicion albae).
La baza desemnării sitului se află mai multe specii protejate:
- amfibieni (2): buhai de baltă cu burta roșie (Bombina bombina), triton cu creastă (Triturus cristatus)
- mamifere (2): castor (Castor fiber), vidră de râu (Lutra lutra)
- pești (3): avat (Aspius aspius), țipar (Misgurnus fossilis), boarță (Rhodeus sericeus amarus)